# Тунґабгадра
Тунґабгадра — священна річка у Південній Індії, що протікає штатами Карнатака й Андхра-Прадеш, де впадає до річки Крішна. В епосі «Рамаяна» річка мала назву «Пампа», хоча нині таку назву має річка Керала.

## Течія
Тунґабгадра утворюється від злиття річок Тунґа і Бгадра й тече східним схилом Західних Гат у штаті Карнатака. Потім річка повертає на північний схід через ріллі, утворені валунами.

## Каскад ГЕС
На річці розташовано ГЕС Тунґабгадра/Мунірабад, відпрацьована вода надходить у іригаційні канали, на яких нижче розташовані інші гідроелектростанції комплексу — ГЕС Шівруп та ГЕС Хампі.